# Équipe d'Iran de football
Cet article traite de l'équipe masculine. Pour l'équipe féminine, voir Équipe d'Iran féminine de football.
Maillots
L'équipe d'Iran de football (en persan : تیم ملی فوتبال ایران, Tim-e melli-e footbāll-e Irān) est la sélection de joueurs iraniens représentant le pays lors des compétitions internationales de football masculin, sous l'égide de la Fédération d'Iran de football (en persan : فدراسیون فوتبال ایران).
L'Iran a remporté la Coupe d'Asie des nations à trois reprises, en 1968, 1972 et 1976. Il honore en 2023 sa 15e participation en 18 éditions, un record qu'il partage avec la Corée du Sud.
La Tim melli, comme elle est surnommée en Iran, a participé à 6 phases finales de la Coupe du monde, en 1978, 1998, 2006, 2014, 2018 et 2022 (sans dépasser le stade du 1er tour). Régulièrement placée au premier rang des sélections de la Confédération asiatique de football au classement mondial de la FIFA, elle en atteint la 15e place en juillet 2005, son record.
Parmi les joueurs de football ayant marqué l'histoire de la sélection, Javad Nekounam compte 149 sélections, tandis qu'Ali Daei a quant à lui inscrit 108 buts, et détenu le record mondial du nombre de buts en sélections entre 2003 et 2021.

## Histoire

### Les débuts du football en Iran
Le football est introduit en Iran au début du XXe siècle par les Britanniques, alors nombreux à travailler dans le pays, que ce soit des ouvriers de l'industrie pétrolière que des marins et dockers. En 1907 une Tehran Football Association Club est fondée par les Britanniques. En 1920, deux ans après la fin de la Première Guerre mondiale, une association iranienne de football (Majmaa-i Football-i Iran) est à son tour créée dans le but d'organiser la pratique du sport par les Iraniens. Un premier club iranien est créé à Téhéran, l'Iran Club (en). En 1926, une sélection de joueurs des clubs de Téhéran est rassemblée pour participer à un tournoi à Bakou, alors en Union soviétique. Elle comprend notamment Hossein Sadaghiani, un Iranien formé dans des clubs européens, qui repartira bientôt faire carrière en Belgique et en Turquie. En 1929, les Transcaucasiens font le chemin inverse jusqu'à Téhéran. Pendant ces deux tournées, les Iraniens jouent sept rencontres, pour six défaites et un seul match nul.
Sadaghiani revient en Iran en 1936. Le 25 août 1941, il est l'entraineur d'une sélection iranienne qui affronte à Kaboul l'Ariana (en), qui se présente alors comme l'équipe d'Afghanistan. Ce match, qui se solde sur un 0-0, est souvent présenté comme le premier match officiel des deux sélections, bien qu'il ne soit pas reconnu par la FIFA. À leur retour, les joueurs retrouvent un pays en guerre, envahi par les Britanniques et les Soviétiques. En novembre 1942, la sélection est de nouveau réunie pour affronter une sélection militaire britannique, battue grâce à un but d'Ahmad Izadpanah.
La fédération iranienne est finalement fondée en 1946 et obtient son affiliation à la Fédération internationale de football association (FIFA) deux ans plus tard. Dès lors, le développement du football en Iran accélère, les clubs se multiplient, notamment dans la capitale. La sélection retrouve les terrains en affrontant quatre fois la Turquie entre 1947 et 1950. Le 28 mai 1950, pour son premier match officiel aux yeux de la FIFA, l'Iran concède face à la Turquie la plus large défaite de son histoire (1-6). Le 26 octobre, il remporte sa première victoire officielle, contre l'Afghanistan (4-0).
L'Iran participe à sa première compétition de football lors Jeux asiatiques de 1951 à New Delhi. Il accède à la finale en battant la Birmanie (2-0) puis le Japon après un match d'appui (0-0, puis 3-2), mais s'y incline face à l'Inde, pays hôte (0-1). En 1958 la fédération rejoint la Confédération asiatique de football (AFC), fondée quatre ans plus tôt. La sélection, qui n'a plus été réunie depuis six ans (le pays a été l'objet d'un coup d'État en 1953), fait le déplacement aux Jeux asiatiques de 1958 (en) de Tokyo, dont elle est sèchement éliminée par Israël (0-4) et la Corée du Sud (0-5). Les Iraniens participent dans la foulée pour la première fois au tour préliminaire à la Coupe d'Asie mais sont devancés dans le groupe Ouest par Israël.
Quatre ans de quasi-interruption sont seulement entrecoupés par un premier duel avec l'Irak, le grand rival politique, en juin 1962. Les deux matchs se concluent par un nul et une défaite, un bilan décevant qui provoque des réactions politiques importantes. L'équipe d'Iran fait finalement son retour pour les qualifications aux Jeux olympiques de 1964, qu'elle remporte en dominant successivement le Pakistan, l'Irak et l'Inde. Le tournoi olympique au Japon, interdit aux joueurs professionnels, est plus difficile avec deux défaites face à l'Allemagne olympique et la Roumanie, et un match nul face au Mexique.

### Champion d'Asie trois fois de suite
Le milieu des années 1960 marque l’avènement du football iranien au plus haut niveau continental. En 1964, l'Iran, le Pakistan et la Turquie fondent l'organisation de Coopération pour le développement régional (en) (RCD), sous l'égide duquel un tournoi (en) est organisé. Cinq éditions sont organisées entre 1965 et 1974, dont deux sont remportées par les Iraniens, en 1965 et 1970. Ils participent également aux Jeux asiatiques de 1966 (en) à Bangkok. Vainqueur de la Malaisie et de l'Inde, puis de l'Indonésie, l'Iran atteint les demi-finales malgré deux défaites face au Japon et la Birmanie. Il y bat cette fois le Japon mais s'incline en finale du tournoi, de nouveau face aux Birmans (0-1).
Les Iraniens sont qualifiés pour la première fois à la Coupe d'Asie en 1968 en tant que pays hôte. Vainqueur de ses trois premières rencontres à l'Amjadieh Stadium (en), face à Hong-Kong, Taïwan et la Birmanie, l'Iran affronte Israël, le tenant du titre, lors d'un dernier match décisif. Menés à vingt minutes du terme, les Iraniens gagnent le match (2-1) et remportent leur première couronne continentale. Homayoon Behzadi est co-meilleur buteur du tournoi.

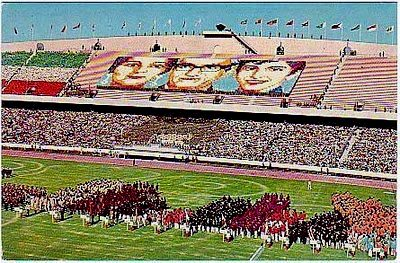
Cérémonie d'ouverture des Jeux asiatiques de 1974 à Téhéran.

En 1972 en Thaïlande, l'équipe d'Iran de football conserve son titre continental en battant la République khmère (le Cambodge), deux fois, l'Irak et la Thaïlande, puis en finale la Corée du sud (2-1 a. p.). Hossein Kalani est cette fois seul à la première place du classement des buteurs. Qualifié aux Jeux olympiques de Munich, l'Iran y enregistre une des plus larges défaites de son histoire contre la Hongrie (5-0), futur vainqueur, suivi d'une autre face au Danemark (4-0). Les Iraniens se rattrapent quelques jours plus tard en battant la sélection olympique du Brésil (1-0), sans cependant pouvoir se qualifier pour la suite. Le même été, la sélection iranienne est invitée à la Coupe de l'Indépendance du Brésil, à laquelle participent des équipes du monde entier. Les Iraniens s'inclinent face à l'Irlande (1-2), le Portugal (0-3) et le Chili (1-2), et ne résistent qu'à l'Équateur (1-1).
En 1974 l'Iran fait son retour aux Jeux asiatiques (en), organisés à Téhéran, où est construit pour cette occasion le stade Aryamehr. Les coéquipiers de Mohammad Reza Adelkhani (en) survolent la compétition, se qualifie pour la finale avec six victoires de rang et y bat Israël devant près de 100 000 spectateurs (1-0). En 1976, l'Iran reçoit pour la 2e fois la compétition. Il remporte pour la 3e fois d'affilée la couronne continentale en battant le Yémen du Sud, l'Irak, la Chine (2-0 a. p.) et en finale le Koweït (1-0, but de Ali Parvin). L'Iran devient le premier pays à remporter trois victoires en Coupe d'Asie des nations de football.

### La première participation à la Coupe du monde en 1978

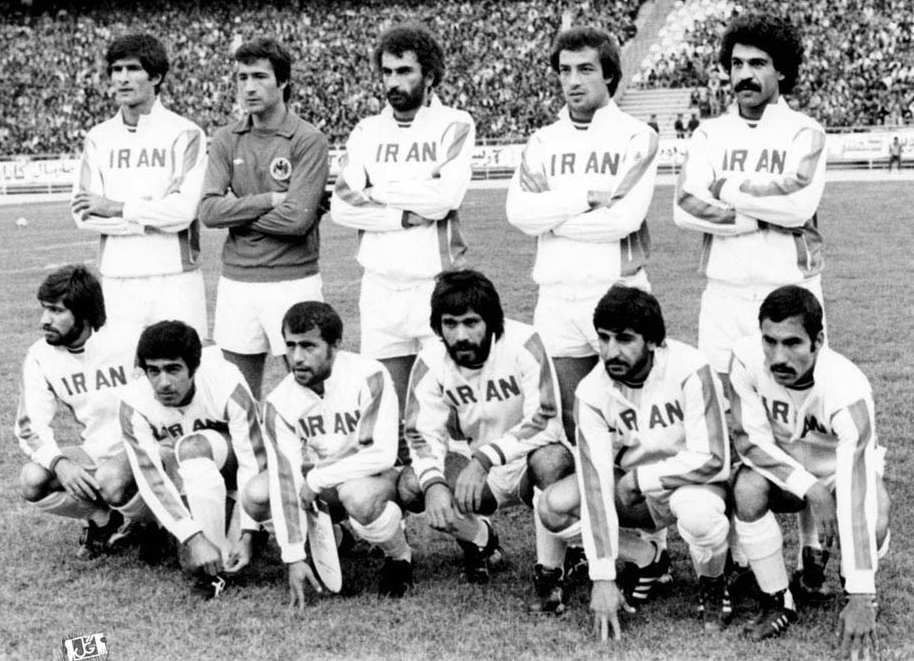
L'équipe d'Iran en 1977.

Le niveau de la sélection continue à progresser et profite de la création progressive d'un championnat national, dominé par les clubs de Téhéran : le Tadj, le Pas et le Shahin, le plus populaire.
Non inscrit aux tours préliminaires des Coupes du monde de 1962, 1966 et 1970, l'Iran y fait finalement ses débuts pour l'édition 1974, où l'Asie et l'Océanie doivent se partager une seule place. L'Iran sort vainqueur de sa phase de groupe mais s'incline face à l'Australie en finale de la « zone B » (0-3 en Australie, 2-0 à Téhéran).
Quatre ans plus tard, l'Iran sort de nouveau vainqueur de sa phase de groupe et doit affronter lors d'une seconde poule la Corée du Sud, le Koweït, l'Australie et Hong-Kong. Sorti vainqueur avec six victoires et deux nuls en huit matchs, l'Iran obtient de son premier billet pour une Coupe du monde de football.
Lors du tournoi en Argentine, l'Iran peut notamment compter sur son gardien de but Nasser Hejazi et son petit milieu de terrain Ali Parvin. Pour son premier match face aux Pays-Bas, finaliste du tournoi en 1974, les Iraniens s'inclinent logiquement (3-0). Puis ils affrontent l'Écosse de Kenny Dalglish, également battue lors de son premier match. Le match est haché, les Iraniens s'évertuant à bien défendre. Après l'ouverture des Écossais sur un but contre son camp, les Iraniens poussent et parviennent à égaliser par Iraj Danaifar, à la surprise des observateurs (1-1). Pour leur dernier match, la Tim Melli s'incline, logiquement encore, face au Pérou de Teófilo Cubillas, auteur d'un triplé (1-4, but de Hassan Rowshan).

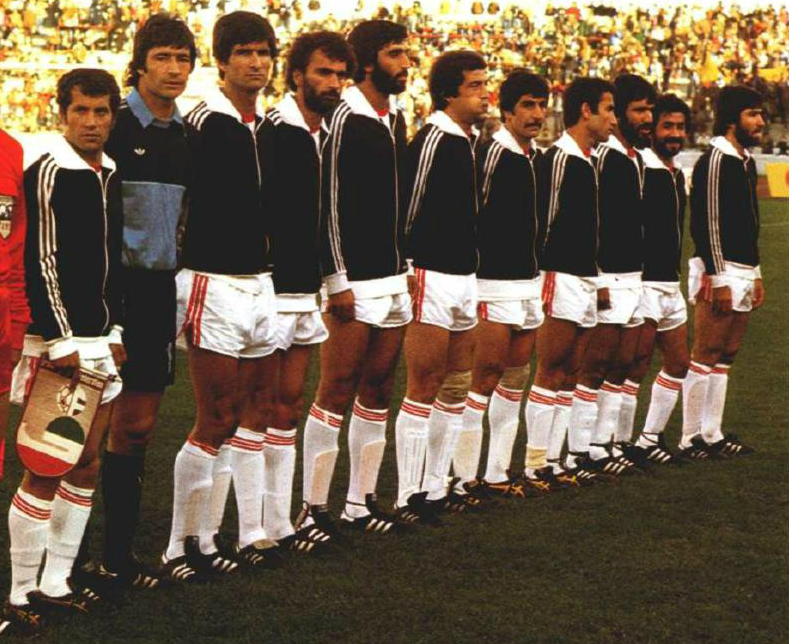
Mondial Argentine 1978, L'équipe d'Iran contre l'Écosse en Estadio Cordoba le 7 juin 1978 (16:45)

Cinq mois plus tard, c’est la Révolution iranienne. Le football, vu comme un sport occidental, n'est plus que toléré par les nouvelles autorités iraniennes. Le championnat est arrêté et la sélection en pâtit rapidement. Qualifiée pour les Jeux olympiques de 1980, organisés à Moscou, la sélection doit laisser sa place à la Syrie à la suite du boycott décidé par le gouvernement.

### Les difficiles années d'après la Révolution
Alors que s'engage la Guerre Iran-Irak, la sélection défend son titre continental lors de la Coupe d'Asie de 1980. Préoccupés par la situation de leur pays, les Iraniens sont battus en demi-finale par le Koweït (1-2), pays hôte, et terminent à la 3e place. La situation du pays empire vite. La sélection ne s'inscrit pas aux tours préliminaires de la Coupe du monde 1982 et en est disqualifiée en 1986 car sa fédération refuse de jouer ses matchs sur terrain neutre comme l'exige la Confédération asiatique du fait de la guerre avec l'Irak.
L'Iran réussit cependant à se qualifier pour les compétitions continentales, où il connaît des performances irrégulières : quart de finale aux Jeux asiatiques de 1982 et de 1986, 4e de la Coupe d'Asie en 1984 (battu par l'Arabie saoudite puis par le Koweït aux tirs au but), 3e en 1988 (battu par l'Arabie saoudite encore), éliminé au 1er tour en 1992 après une défaite décisive face au Japon. En 1990 l'Iran remporte les Jeux asiatiques de Pékin en battant en finale la Corée du Nord aux tirs au but.
La sélection fait par ailleurs son retour dans les tours préliminaires à la Coupe du monde. Pour l'édition 1990, elle est devancée de justesse en phase de poule par la Chine ; pour 1994 elle se qualifie pour le tour final mais s'y avère trop juste pour prétendre à l'un des deux billets pour le Mondial.

### En 1998, le retour en Coupe du monde
Un championnat national est remis sur pied en 1989, baptisé Ligue Qods. Deux ans plus tard, il est pérennisé sous le nom Ligue Azadegan. Le niveau de la sélection s'en ressent progressivement. Après l'échec de 1992, la Coupe d'Asie 1996 à Abou Dabi voit l'Iran redevenir une puissance asiatique du football, en battant sèchement l'Arabie saoudite (3-0) en poule puis la Corée du Sud (6-2) en quart de finale. De nouveau opposés aux Saoudiens en demi-finale, pour la 3e fois en quatre éditions, les Iraniens s'inclinent encore, aux tirs au but (0-0, t.a.b. 3-4). En petite finale ils battent le Koweït, aux tirs au but également (1-1, t.a.b 3-2).
L'année suivante, ils réalisent un solide parcours de qualification pour la Coupe du monde 1998, en dominant notamment la Chine mais sont devancés finalement par l'Arabie saoudite et le Japon, vainqueur d'un match de barrage sur un but en or (3-2). Quatrième de la zone Asie, l'Iran affronte l'Australie en barrage inter-zones, et se qualifie après deux matchs nuls grâce à la règle des buts marqués à l'extérieur (1-1, 2-2),. Le pays est en liesse.
Avec des joueurs comme Ali Daei (attaquant aux 108 buts en équipe nationale), Karim Bagheri et Mehdi Mahdavikia, l'équipe d'Iran de football démontre ses progrès à la Coupe du monde en France. Elle s'incline de justesse contre la RF Yougoslavie (1-0, but sur coup franc de Siniša Mihajlović) avant de jouer avec les États-Unis un match chargé de symboles étant donné les tensions politiques entre les deux pays. L'Iran l'emporte grâce à deux buts de Hamidreza Estili et Mehdi Mahdavikia (2-1),. Pour son dernier match, l'Iran s'incline logiquement face à l'Allemagne (2-0) et termine 3e de son groupe.

### 1998-2006: des performances irrégulières
En 2000, la Fédération iranienne co-fonde la Fédération d'Asie de l'Ouest de football, qui organise dès lors le Championnat d'Asie de l'Ouest environ tous les deux ans. L'Iran en remporte la première édition en 2000, puis celles de 2004, 2007 et 2008.
Lors de la Coupe d'Asie des nations 2000, l'Iran est éliminé au stade des quarts de finale par la Corée du Sud (1-2 a. p.). Quelques semaines plus tard, elle remporte au cours des qualifications pour la Coupe du monde 2002 une victoire record sur Guam : 19 buts à 0. Au début de 2001, la fédération fait appel au Croate Miroslav Blažević pour diriger sa sélection. Installé à la première place de son groupe, directement qualificative pour le Mondial, l'Iran s'incline à Bahreïn en octobre 2001 de façon inattendue (1-3),. Les jours suivants, des émeutes secouent Téhéran. Finalement 3e de la zone Asie derrière la Chine et l'Arabie Saoudite (le Japon et la Corée du Sud étant déjà qualifiés en tant qu'organisateurs), Tim Melli doit jouer un match de barrage contre l'Irlande pour accéder à la phase finale. À Dublin, l'Iran s'incline 0-2. À Téhéran, au match retour, l'Iran gagne le match (1-0) mais laisse la place en Coupe du monde à son adversaire, qui s'impose sur l'ensemble des deux matchs.
Blažević laisse la place à son adjoint Branko Ivanković. Ce dernier mène la sélection à la Coupe d'Asie des nations 2004, où l'Iran prend sa revanche sur la Corée du Sud en quart de finale (4-3) mais s'incline en demi-finale face à la Chine, pays hôte, aux tirs au but après un match dont l'arbitrage suscite la polémique, et termine à la 3e place du tournoi. Ivanković conduit ensuite le pays à sa troisième qualification en Coupe du monde. Comme huit ans avant, cette performance conduit à des grandes scènes de liesse populaire. Cinq personnes trouvent la mort après la victoire face au Japon en mars 2005.

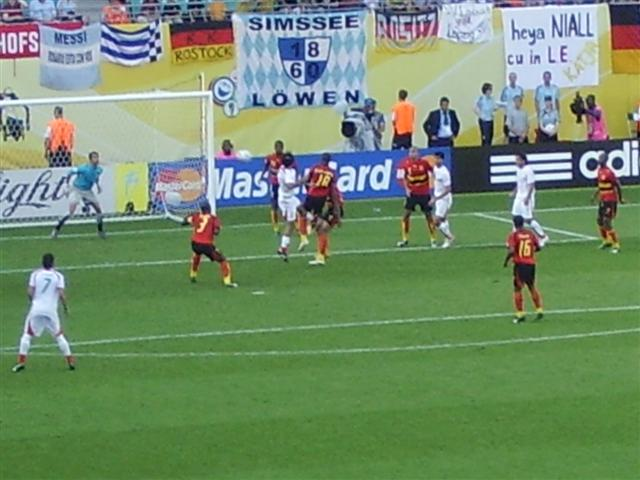
Scène d'Iran-Angola, en 2006.

La performance des Iraniens lors du Mondial en Allemagne suscite la polémique : avec la même ossature qu'en 1998, complétée par le joueur du Bayern Munich Ali Karimi, l'équipe d'Iran de football ne ramène qu'un seul point, celui d'un match nul contre l'Angola (1-1) après deux défaites contre le Mexique (1-3, alors que le score est encore de 1-1 à la pause) et le Portugal (0-2). Ivanković est sévèrement critiqué par les médias du pays, notamment pour le premier match contre le Mexique, notamment son choix de titulariser Ali Daei, âgé alors de 37 ans, au poste d'attaquant. Les buteurs iraniens durant cette compétition sont Sohrab Bakhtiarizadeh et Yahya Golmohammadi avec un but chacun.

### Suspension temporaire
Le 17 juillet 2006, l'AFC refuse de reconnaître les nouvelles autorités du football iranien, en vertu des règlements de la FIFA qui interdisent toute ingérence politique. Cette décision fait suite au remplacement du président de la Fédération d'Iran par le Ministre des sports en personne. L'Iran est banni par la FIFA, mais la sanction est levée au bout de quelques semaines.

### 2007-2014: des performances à nouveau irrégulières
Durant la Coupe d'Asie des nations 2007, la sélection d'Amir Ghalenoei échoue en quart de finale contre la Corée du Sud, aux tirs au but (0-0). Quatre ans plus tard, les Iraniens s'arrêtent au même stade face aux mêmes adversaires (1-0, au bout de la prolongation). Entretemps, l'Iran, dominé par les deux Corées et l'Arabie saoudite, ne s'était pas qualifié pour la Coupe du monde 2010. En juin 2009, plusieurs joueurs portent un bracelet vert en signe de soutien du soulèvement postélectoral en Iran, dont la vedette Javad Nekounam, et certains se voient forcés de se mettre en retrait de la sélection, comme Ali Karimi et Mehdi Mahdavikia, le capitaine lors de la dernière Coupe du monde.
Avec le Portugais Carlos Queiroz sur le banc, l'Iran réalise un solide parcours de qualification, disputant un duel âpre avec la Corée du Sud, et obtient finalement son billet pour la Coupe du monde 2014 au Brésil. Les Iraniens, très défensifs, commencent le tournoi par un match nul (0-0) contre le Nigeria. Ils résistent ensuite longtemps contre l'Argentine, future finaliste de la compétition, mais encaissent un but de Lionel Messi à la 91e minute. L'Iran perd son troisième match contre la Bosnie-Herzégovine sur le score de 3-1, marquant son unique but de la compétition par Reza Ghoochannejhad. L'équipe termine au quatrième rang du groupe F avec un point et est éliminé de la Coupe du monde.

### Fin des années 2010
La sélection aborde ensuite la Coupe d'Asie des nations 2015 comme une des favorites à la victoire finale. Placée dans le groupe C lors du 1er tour, elle remporte ses trois matchs de poule sans encaisser le moindre but et retrouve en quart de finale l'Irak, 2e du groupe D. Les hommes de Carlos Queiroz mènent au score mais se retrouvent à 10 à la suite d'un second carton jaune récolté par Mehrdad Pooladi à la 43e minute de jeu. Ahmed Yasin égalise pour les Irakiens à la 56e minute, puis la seconde mi-temps voit une domination irakienne très nette, mais la Tim Melli, en infériorité numérique, résiste. En prolongations, les Lions de Mésopotamie mènent par deux fois au score, mais les Perses trouvent à chaque fois les ressources pour recoller au score (3-3). L'Iran s'incline finalement à l'issue d'une longue séance de tirs au but (6 t.a.b. à 7), s'arrêtant pour la troisième fois consécutive à ce stade de la compétition.
La sélection perse valide ensuite sa qualification pour la Coupe du monde russe ; en terminant en tête de son groupe lors du 2e tour qualificatif, concédant seulement deux matchs nuls à l'extérieur contre Oman et le Turkménistan (1-1 à chaque fois), puis en faisant de même lors du 3e et dernier tour des éliminatoires avec un bilan de 6 victoires et 4 matchs nuls en 10 rencontres. À cette occasion, les troupes de Carlos Queiroz furent la seule équipe asiatique à terminer invaincue, grâce à une excellente assise défensive (seulement 5 buts encaissés depuis le début des qualifications), la meilleure des éliminatoires.
L'Iran aborde la Coupe du monde russe en tant qu'outsider dans une poule B très relevée, de facto un « groupe de la mort », misant sur son jeu défensif pour contrarier ses adversaires. En effet l'Espagne et le Portugal, champion d'Europe en titre, sont les favoris du groupe, tandis que le Maroc, sur une dynamique positive, est attendu comme un sérieux outsider à la qualification pour les huitièmes de finale sous la houlette du « sorcier blanc » Hervé Renard. Mais comme en 2014 face au Nigeria et à l'Argentine, la recette fonctionne. Le Maroc, dominateur mais brouillon, est battu à la suite d'un but au bout des arrêts de jeu d'Aziz Bouhaddouz contre son camp (1-0, 96e minute). C'est seulement la deuxième victoire de l'histoire de la sélection en phase finale d'un Mondial. L'Iran aborde également les deux matchs suivants en défendant de manière très regroupée. Elle est battue d'une courte tête par l'Espagne (0-1, but de Diego Costa à la 54e minute) et doit réaliser l'exploit de battre le Portugal pour obtenir une qualification historique en huitièmes de finale. Ricardo Quaresma ouvre le score pour les champions d'Europe en titre peu avant la mi-temps, mais le coup de théâtre survient lorsque Cristiano Ronaldo rate un penalty en début de deuxième mi-temps qui aurait pu tuer tout suspense et permettre aux Lusitaniens de terminer leaders de leur poule, le gardien Alireza Beiranvand réalisant une parade déterminante. Procédant en contre, les Iraniens obtiennent également un penalty dans les arrêts de jeu de la partie (93e minute), transformé par Karim Ansarifard (1-1). Les Perses obtiennent dans la foulée une occasion de but non concrétisée et quittent le Mondial russe la tête haute, avec une seule défaite et seulement deux buts encaissés et passant tout près d'une qualification en huitièmes alors qu'ils affrontaient trois équipes beaucoup plus fortes sur le papier.
Placés dans le groupe D de la Coupe d'Asie des nations 2019, les coéquipiers de Sardar Azmoun l'emportent face au Yémen (5-0) et au Viêt Nam (2-0) avant de faire match nul contre l'Irak (0-0), terminant en tête de la poule devant les Lions de Mésopotamie grâce à une meilleure différence de buts. En huitièmes de finale contre Oman, qui a terminé parmi les quatre meilleurs troisièmes, Alireza Beiranvand réalise dès la 3e minute une parade décisive en repoussant un pénalty omanais. C'est le tournant du match, puisque les Iraniens prendront ensuite le jeu à leur compte et écartent leur adversaire (2-0, buts d'Alireza Jahanbakhsh à la 32e minute puis d'Ashkan Dejagah 9 minutes plus tard sur pénalty). En quarts, la Tim Melli étrille la Chine (3-0) et retrouvent le dernier carré pour la première fois depuis 2004, où ils sont opposés au Japon. Dans cette finale avant l'heure entre deux favoris, la première mi-temps est fermée et équilibrée, mais une erreur d'inattention de la défense iranienne à la 56e minute permet à Yuya Osako de débloquer la partie et faire basculer le match en faveur du Japon qui ajoute ensuite 2 autres buts, signés Yuya Osako à nouveau à la 67e minute sur pénalty puis Genki Haraguchi dans les arrêts de jeu (0-3). À la suite de cette désillusion, Carlos Queiroz quitte son poste de sélectionneur, tandis que le comportement de certains joueurs iraniens lors de cette demi-finale perdue fit polémique dans leur pays. Le Belge Marc Wilmots succède au technicien portugais sur le banc de touche de la Tim Melli en mai 2019.

### Les années 2020
Sous la houlette du technicien belge, l'Iran adopte un style de jeu plus offensif, notamment en écrasant à domicile la Syrie (5-0) en match amical en juin 2019 ou encore lors de la 3e journée du 2e tour des éliminatoires de la Coupe du monde 2022, où la Team Melli à domicile toujours, atomise le Cambodge (14-0) le 10 octobre 2019. La sélection avait entre-temps commencé sa campagne qualificative dans le groupe C par une victoire un mois plus tôt à Hong Kong (2-0). L'équipe perse est cependant surprise à Bahreïn (0-1) grâce à un penalty transformé par Mohammed Al-Hardan (en) à la 65e minute, le 15 octobre 2019. L'Iran se retrouve ainsi en position délicate avant un déplacement difficile en Irak, autre concurrent à la qualification pour le tour suivant et qui compte provisoirement un point de plus que les protégés de Marc Wilmots. Ce match, finalement délocalisé à Amman en Jordanie pour des raisons de sécurité à la suite des manifestations en cours en Irak, voit les coéquipiers de Sardar Azmoun être à nouveau défaits (1-2) par les Lions de Mésopotamie. La Team Melli qui avait été réduite à 10 dans les 10 dernières minutes de la partie, a concédé le deuxième but irakien dans les arrêts de jeu du match mais reste au contact de Bahreïn, qui a été accroché dans le même temps à la surprise générale à Hong Kong (0-0) et qui occupe provisoirement la 2e place du groupe avec 2 points d'avance sur les Perses à l'issue de la phase aller, tandis que l'Irak est en tête de la poule avec 4 longueurs d'avance sur son rival.
L'arrivée du Croate Dragan Skočić marque un tournant radical dans le jeu iranien qui retrouve des couleurs. En effet l'Iran remporte trois matchs amicaux entre octobre 2020 et mars 2021, dont une victoire retentissante sur le terrain de la Bosnie (2-0), face à une formation balkanique il est vrai en partie remaniée. Puis la Tim Melli achève les qualifications pour le Mondial 2022 en trombe. Malgré une victoire jugée peu convaincante contre Hong Kong (3-1) ; l'Iran, alors dos au mur, réalise un grand tour de force en écrasant Bahreïn qui avait pourtant l'avantage d'accueillir l'ensemble des derniers matchs du groupe du fait des restrictions sanitaires liées à la pandémie de Covid-19 et n'avait jusqu'alors encaissé qu'un seul but (3-0), grâce à une deuxième mi-temps parfaitement maîtrisée, les trois buts libérateurs ayant été inscrits après la pause ; avant d'écarter facilement le Cambodge (10-0). L'Iran revient plus que jamais dans la course à la qualification et doit battre l'Irak pour être certain d'accéder au tour suivant en terminant alors à la 1re place du groupe. Un but de Sardar Azmoun à la 35e minute, le seul de la partie, permet aux Perses d'atteindre cet objectif, en plus de se qualifier pour la Coupe d'Asie 2023, malgré un mauvais départ près de 2 ans plus tôt.
Le 3e tour des éliminatoires voit pour la Team Melli un déroulement diamétralement opposé à la première partie du 2e tour des éliminatoires de la Coupe du monde 2022, puisque l'Iran ne se fait pas piéger par ses adversaires du Moyen-Orient, réussissant même à se tirer de situations pourtant mal embarquées à l'instar d'une victoire renversante sur le fil au Liban (2-1) dans les arrêts de jeu du match alors que l'Iran était mené 0-1 durant une grande partie de la rencontre, et présente un bilan presque parfait de 6 victoires et un nul au bout de 7 journées, devenant ainsi la première équipe asiatique à se qualifier officiellement pour la Coupe du monde 2022 au Qatar, sa 6e participation à une phase finale mondiale et la 3e consécutive. La Team Melli achève ce 3e tour avec un bilan comptable de 8 victoires, un nul (1-1 à domicile contre la Corée du Sud) et une défaite (0-2 en Corée du Sud) et à la première place de son groupe comme lors des deux précédentes phases qualificatives à une Coupe du monde.
Présent dans le chapeau 3 lors du tirage au sort des phases de groupes de la Coupe du monde 2022, l'Iran hérite d'une poule homogène et chargée de symboles sur le plan géopolitique, puisque la Team melli est reversée dans le groupe B en compagnie de l'Angleterre, des États-Unis (affrontés à l'occasion de la Coupe du monde 1998 avec le premier succès iranien en phase finale d'un Mondial) et du pays de Galles de Gareth Bale.
En mars 2022, les femmes iraniennes ont de nouveau été interdites d'accès au stade pour un match de qualification pour la Coupe du monde. Le match amical de préparation de l'Iran à la Coupe du monde contre le Canada à BC Place prévu en juin 2022 a été annulé par l'Association canadienne de soccer en raison de l'opposition et des critiques croissantes, notamment en ce qui concerne le rôle du gouvernement iranien dans l'abattage du vol 752 d'Ukraine International Airlines,.
Au début de la Coupe du monde au Qatar, l'Iran était l'équipe asiatique la mieux classée au classement FIFA. En octobre 2022, des appels ont été lancés pour bannir l'équipe nationale iranienne de la Coupe du monde en raison du blocage par le gouvernement iranien de l'accès des femmes iraniennes aux stades, de la fourniture d'armes à la Russie lors de l'invasion de l'Ukraine et du traitement réservé aux manifestants lors des manifestations de soutien à Mahsa Amini,,. Cependant, l'Iran a commencé sa campagne de Coupe du monde par un cauchemar, perdant 2-6 contre l'Angleterre lors du premier match, l'Iran subissant la pire défaite de son histoire en Coupe du monde. L'équipe iranienne a notamment fait les gros titres lors de son match initial contre l'Angleterre après avoir refusé de chanter l'hymne national en solidarité avec les manifestations de soutien à Mahsa Amini, certains supporters iraniens encourageant l'équipe adverse contre leur propre équipe ou la boycottant au milieu des protestations en cours car ils estimaient que l'équipe représentait le gouvernement,,,.
Lors du match suivant contre le pays de Galles, au milieu des huées et des sifflets des supporters iraniens pendant l'hymne national, les joueurs iraniens ont été filmés en train de chanter l'hymne national avant de battre le pays de Galles 2-0 pour leur toute première victoire contre une nation européenne à la Coupe du monde. Certains manifestants se sont fait arracher leurs drapeaux du Lion solaire d'avant la révolution et leurs bannières Femme, Vie, Liberté par des supporters pro-gouvernementaux et la sécurité du stade Ahmad bin Ali,,,. Les manifestants ont été harcelés par les partisans du gouvernement et certains d'entre eux ont été arrêtés par la police qatarie, tandis que les services de sécurité du stade ont confirmé avoir reçu l'ordre de confisquer tout ce qui n'était pas le drapeau de la république islamique d'Iran,. Des documents obtenus par Iran International ont montré que l'Iran coordonnait des efforts secrets avec le Qatar pour contrôler les participants à la Coupe du monde et restreindre tout signe de dissidence.
Avant le dernier match de groupe de l'Iran contre les États-Unis, les joueurs iraniens auraient été convoqués à une réunion avec des membres de l'IRGC et auraient été menacés de violence et de torture pour leurs familles s'ils ne chantaient pas l'hymne national ou se joignaient aux protestations contre le régime iranien. Au cours du match, les joueurs iraniens ont à nouveau chanté l'hymne national avant de perdre contre les États-Unis 1-0 pour la première fois de leur histoire et d'être ainsi éliminés du tournoi. Certains Iraniens ont célébré la défaite et un Iranien a été tué par les forces de sécurité à Bandar-e Anzali après avoir klaxonné en signe de célébration. Un autre fan iranien a également été arrêté par la police du Qatar après avoir affiché des slogans.
L'Iran remporte la première édition de la Coupe d'Asie centrale des nations de football en juin 2023, s'imposant en finale face à l'Ouzbékistan.
Lors de la Coupe du monde et de la Coupe d'Asie 2023, le gouvernement iranien aurait envoyé des membres rémunérés du Basij et de l'IRGC pour encourager l'équipe dans les tribunes,,. L'Iran a finalement été éliminé en demi-finale de la Coupe d'Asie par le pays hôte et futur vainqueur, le Qatar. Après le match, les autorités iraniennes auraient arrêté dix adolescents dans la ville de Djavanroud pour avoir célébré l'élimination de l'équipe du tournoi.
L'Iran s'est qualifié pour la Coupe du monde 2026 le 25 mars 2025 après un match nul à domicile 2-2 contre l'Ouzbékistan lors du troisième tour des qualifications de l'AFC.

## Résultats

### Classement FIFA
| Année              | 1993 | 1994 | 1995 | 1996 | 1997 | 1998 | 1999 | 2000 | 2001 | 2002 | 2003 | 2004 | 2005 | 2006 | 2007 | 2008 | 2009 | 2010 | 2011 | 2012 | 2013 | 2014 | 2015 | 2016 | 2017 | 2018 | 2019 | 2020 | 2021 | 2022 | 2023 | 2024 |
| ------------------ | ---- | ---- | ---- | ---- | ---- | ---- | ---- | ---- | ---- | ---- | ---- | ---- | ---- | ---- | ---- | ---- | ---- | ---- | ---- | ---- | ---- | ---- | ---- | ---- | ---- | ---- | ---- | ---- | ---- | ---- | ---- | ---- |
| Classement mondial | 59   | 75   | 108  | 83   | 46   | 27   | 49   | 37   | 29   | 33   | 28   | 20   | 19   | 38   | 41   | 43   | 64   | 66   | 45   | 59   | 33   | 51   | 45   | 29   | 32   | 29   | 33   | 29   | 21   | 24   | 21   | 18   |
| Classement AFC     | 7    | 10   | 14   | 9    | 5    | 4    | 2    | 2    | 1    | 3    | 3    | 2    | 2    | 1    | 2    | 4    | 6    | 4    | 4    | 4    | 1    | 1    | 1    | 1    | 1    | 1    | 2    | 2    | 1    | 2    | 2    | 2    |

### Parcours enCoupe du monde
| Année | Position     |      | Année             | Position |                   | Année | Position |
| 1930  | Non inscrite | 1974 | Tour préliminaire | 2010     | Tour préliminaire |       |          |
| 1934  | Non inscrite | 1978 | 1er tour          | 2014     | 1er tour          |       |          |
| 1938  | Non inscrite | 1982 | Tour préliminaire | 2018     | 1er tour          |       |          |
| 1950  | Non inscrite | 1986 | Tour préliminaire | 2022     | 1er tour          |       |          |
| 1954  | Non inscrite | 1990 | Tour préliminaire | 2026     | Qualifiée         |       |          |
| 1958  | Non inscrite | 1994 | Tour préliminaire | 2030     | À venir           |       |          |
| 1962  | Non inscrite | 1998 | 1er tour          | 2034     | À venir           |       |          |
| 1966  | Non inscrite | 2002 | Tour préliminaire |          |                   |       |          |
| 1970  | Non inscrite | 2006 | 1er tour          |          |                   |       |          |

| Phase finale | Phase finale            | Phase finale            | Phase finale            | Phase finale            | Phase finale            | Phase finale            | Phase finale            | Phase finale            |         | Qualifications | Qualifications | Qualifications | Qualifications | Qualifications | Qualifications |
| Année        | Résultat                | Class.                  | J                       | G                       | N*                      | P                       | bp                      | bc                      | J       | G              | N*             | P              | bp             | bc             |                |
| ------------ | ----------------------- | ----------------------- | ----------------------- | ----------------------- | ----------------------- | ----------------------- | ----------------------- | ----------------------- | ------- | -------------- | -------------- | -------------- | -------------- | -------------- | -------------- |
| 1930 à 1970  | Non inscrit             | Non inscrit             | Non inscrit             | Non inscrit             | Non inscrit             | Non inscrit             | Non inscrit             | Non inscrit             | -       | -              | -              | -              | -              | -              |                |
| 1974         | Non qualifié            | Non qualifié            | Non qualifié            | Non qualifié            | Non qualifié            | Non qualifié            | Non qualifié            | Non qualifié            | 8       | 5              | 1              | 2              | 9              | 6              |                |
| 1978         | 1er tour                | 14e                     | 3                       | 0                       | 1                       | 2                       | 2                       | 8                       | 12      | 10             | 2              | 0              | 20             | 3              |                |
| 1982         | Non qualifié            | Non qualifié            | Non qualifié            | Non qualifié            | Non qualifié            | Non qualifié            | Non qualifié            | Non qualifié            | Forfait | Forfait        | Forfait        | Forfait        | Forfait        | Forfait        |                |
| 1986         | Non qualifié            | Non qualifié            | Non qualifié            | Non qualifié            | Non qualifié            | Non qualifié            | Non qualifié            | Non qualifié            | Forfait | Forfait        | Forfait        | Forfait        | Forfait        | Forfait        |                |
| 1990         | Non qualifié            | Non qualifié            | Non qualifié            | Non qualifié            | Non qualifié            | Non qualifié            | Non qualifié            | Non qualifié            | 6       | 5              | 0              | 1              | 12             | 5              |                |
| 1994         | Non qualifié            | Non qualifié            | Non qualifié            | Non qualifié            | Non qualifié            | Non qualifié            | Non qualifié            | Non qualifié            | 11      | 5              | 3              | 3              | 23             | 13             |                |
| 1998         | 1er tour                | 20e                     | 3                       | 1                       | 0                       | 2                       | 2                       | 4                       | 17      | 8              | 6              | 3              | 57             | 17             |                |
| 2002         | Non qualifié (barrages) | Non qualifié (barrages) | Non qualifié (barrages) | Non qualifié (barrages) | Non qualifié (barrages) | Non qualifié (barrages) | Non qualifié (barrages) | Non qualifié (barrages) | 14      | 9              | 3              | 2              | 36             | 9              |                |
| 2006         | 1er tour                | 25e                     | 3                       | 0                       | 1                       | 2                       | 2                       | 6                       | 12      | 9              | 1              | 2              | 29             | 7              |                |
| 2010         | Non qualifié            | Non qualifié            | Non qualifié            | Non qualifié            | Non qualifié            | Non qualifié            | Non qualifié            | Non qualifié            | 14      | 5              | 8              | 1              | 15             | 9              |                |
| 2014         | 1er tour                | 28e                     | 3                       | 0                       | 1                       | 2                       | 1                       | 4                       | 16      | 10             | 4              | 2              | 30             | 7              |                |
| 2018         | 1er tour                | 18e                     | 3                       | 1                       | 1                       | 1                       | 2                       | 2                       | 18      | 12             | 6              | 0              | 36             | 5              |                |
| 2022         | 1er tour                | 26e                     | 3                       | 1                       | 0                       | 2                       | 4                       | 7                       | 18      | 14             | 1              | 3              | 49             | 8              |                |
| 2026         | Qualifiée               | Qualifiée               | Qualifiée               | Qualifiée               | Qualifiée               | Qualifiée               | Qualifiée               | Qualifiée               | 16      | 11             | 4              | 1              | 35             | 12             |                |
| Total        | -                       | 6/22                    | 18                      | 3                       | 4                       | 11                      | 13                      | 31                      | 162     | 103            | 39             | 20             | 350            | 101            |                |

### Parcours enCoupe d'Asie
| Année | Position          |      | Année            | Position |                 | Année | Position |
| 1956  | Non inscrite      | 1984 | Demi-finale (4e) | 2011     | Quart de finale |       |          |
| 1960  | Tour préliminaire | 1988 | Demi-finale (3e) | 2015     | Quart de finale |       |          |
| 1964  | Non inscrite      | 1992 | 1er tour         | 2019     | Demi-finale     |       |          |
| 1968  | Vainqueur         | 1996 | Demi-finale (3e) | 2023     | Demi-finale     |       |          |
| 1972  | Vainqueur         | 2000 | Quart de finale  | 2027     | Qualifiée       |       |          |
| 1976  | Vainqueur         | 2004 | Demi-finale (3e) |          |                 |       |          |
| 1980  | Demi-finale (3e)  | 2007 | Quart de finale  |          |                 |       |          |

| Phase finale | Phase finale | Phase finale | Phase finale | Phase finale | Phase finale | Phase finale | Phase finale |                                     | Qualifications                      | Qualifications                      | Qualifications                      | Qualifications                      | Qualifications                      | Qualifications |
| Année        | Résultat     | J            | G            | N            | P            | bp           | bc           | J                                   | G                                   | N                                   | P                                   | bp                                  | bc                                  |                |
| ------------ | ------------ | ------------ | ------------ | ------------ | ------------ | ------------ | ------------ | ----------------------------------- | ----------------------------------- | ----------------------------------- | ----------------------------------- | ----------------------------------- | ----------------------------------- | -------------- |
| 1956         | Non inscrit  | Non inscrit  | Non inscrit  | Non inscrit  | Non inscrit  | Non inscrit  | Non inscrit  | -                                   | -                                   | -                                   | -                                   | -                                   | -                                   |                |
| 1960         | Non qualifié | Non qualifié | Non qualifié | Non qualifié | Non qualifié | Non qualifié | Non qualifié | 6                                   | 3                                   | 1                                   | 2                                   | 12                                  | 10                                  |                |
| 1964         | Non inscrit  | Non inscrit  | Non inscrit  | Non inscrit  | Non inscrit  | Non inscrit  | Non inscrit  | -                                   | -                                   | -                                   | -                                   | -                                   | -                                   |                |
| 1968         | Vainqueur    | 4            | 4            | 0            | 0            | 11           | 2            | Qualifié d'office (organisateur)    | Qualifié d'office (organisateur)    | Qualifié d'office (organisateur)    | Qualifié d'office (organisateur)    | Qualifié d'office (organisateur)    | Qualifié d'office (organisateur)    |                |
| 1972         | Vainqueur    | 5            | 5            | 0            | 0            | 12           | 4            | Qualifié d'office (tenant du titre) | Qualifié d'office (tenant du titre) | Qualifié d'office (tenant du titre) | Qualifié d'office (tenant du titre) | Qualifié d'office (tenant du titre) | Qualifié d'office (tenant du titre) |                |
| 1976         | Vainqueur    | 4            | 4            | 0            | 0            | 13           | 0            | Qualifié d'office (tenant du titre) | Qualifié d'office (tenant du titre) | Qualifié d'office (tenant du titre) | Qualifié d'office (tenant du titre) | Qualifié d'office (tenant du titre) | Qualifié d'office (tenant du titre) |                |
| 1980         | 3e           | 6            | 3            | 2            | 1            | 16           | 6            | Qualifié d'office (tenant du titre) | Qualifié d'office (tenant du titre) | Qualifié d'office (tenant du titre) | Qualifié d'office (tenant du titre) | Qualifié d'office (tenant du titre) | Qualifié d'office (tenant du titre) |                |
| 1984         | 4e           | 6            | 2            | 4            | 0            | 8            | 3            | 5                                   | 5                                   | 0                                   | 0                                   | 21                                  | 2                                   |                |
| 1988         | 3e           | 6            | 2            | 2            | 2            | 3            | 4            | 4                                   | 2                                   | 2                                   | 0                                   | 6                                   | 1                                   |                |
| 1992         | 1er tour     | 3            | 1            | 1            | 1            | 2            | 1            | 2                                   | 2                                   | 0                                   | 0                                   | 10                                  | 0                                   |                |
| 1996         | 3e           | 6            | 3            | 2            | 1            | 14           | 6            | 6                                   | 6                                   | 0                                   | 0                                   | 27                                  | 1                                   |                |
| 2000         | 1/4 finale   | 4            | 2            | 1            | 1            | 7            | 3            | 6                                   | 4                                   | 1                                   | 1                                   | 16                                  | 2                                   |                |
| 2004         | 3e           | 6            | 3            | 3            | 0            | 14           | 8            | 6                                   | 5                                   | 0                                   | 1                                   | 16                                  | 5                                   |                |
| 2007         | 1/4 finale   | 4            | 2            | 2            | 0            | 6            | 3            | 6                                   | 4                                   | 2                                   | 0                                   | 12                                  | 2                                   |                |
| 2011         | 1/4 finale   | 4            | 3            | 0            | 1            | 6            | 2            | 6                                   | 4                                   | 1                                   | 1                                   | 11                                  | 2                                   |                |
| 2015         | 1/4 finale   | 4            | 3            | 1            | 0            | 7            | 3            | 6                                   | 5                                   | 1                                   | 0                                   | 18                                  | 5                                   |                |
| 2019         | 1/2 finale   | 6            | 4            | 1            | 1            | 12           | 3            | 8                                   | 6                                   | 2                                   | 0                                   | 26                                  | 3                                   |                |
| 2023         | 1/2 finale   | 6            | 4            | 1            | 1            | 12           | 7            | 8                                   | 6                                   | 0                                   | 2                                   | 34                                  | 4                                   |                |
| 2027         | Qualifié     |              |              |              |              |              |              |                                     | 6                                   | 4                                   | 2                                   | 0                                   | 16                                  | 4              |
| Total        | 16/19        | 74           | 45           | 20           | 9            | 143          | 54           |                                     | 75                                  | 56                                  | 12                                  | 7                                   | 219                                 | 41             |

### Historique des adversaires
| Sélection    | MJ | V  | N  | D  | Bp | Bc | Diff |
| ------------ | -- | -- | -- | -- | -- | -- | ---- |
| Corée du Sud | 33 | 13 | 10 | 10 | 33 | 37 | -4   |
| Syrie        | 33 | 18 | 14 | 1  | 54 | 17 | 37   |
| Koweït       | 29 | 13 | 9  | 7  | 39 | 28 | 11   |
| Qatar        | 29 | 19 | 5  | 5  | 53 | 23 | 30   |
| Irak         | 27 | 15 | 6  | 6  | 35 | 21 | 14   |
| Chine        | 23 | 13 | 6  | 4  | 39 | 18 | 21   |

Les adversaires les plus courants de la sélection iranienne sont logiquement celles qui disputent de longue date les compétitions continentales avec l'Iran, au sein de la Confédération asiatique de football.
En juin 2025, les cinq adversaires les plus récurrents sont la Corée du Sud, la Syrie, le Koweït, le Qatar, l'Irak et la Chine, face auxquels les bilans sont soit équilibrés, soit clairement à l’avantage des Iraniens.
Hors Asie, la sélection la plus souvent rencontrée est la Turquie, membre de l'UEFA, rencontrée à 10 reprises (pour une seule victoire, trois nuls et six défaites).

## Identité

### Surnoms
La sélection iranienne a plusieurs surnoms. Le plus commun est Tim Melli, écrit Team Melli dans les pays anglophones, qui en persan signifie littéralement « équipe nationale ». Des surnoms plus imagés sont parfois utilisés : Persian Stars,, Shiran e Iran que l'on peut traduire par les « Lions de Perse » ou les « Lions d'Iran », ou encore les Princes of Persia,, sont également utilisés dans les médias.

### Couleurs
Le maillot principal de l'Iran est traditionnellement blanc.
| 1978 Dom. | 1978 Ext. | 1998 Dom. | 1998 Ext. | 2006 Dom. | 2006 Ext. | 2011 Dom. | 2011 Ext. | 2011 Alt. |

## Personnalités

### Sélectionneurs
Les trois sélectionneurs couronnés en Coupe d'Asie avec l'Iran sont Mahmoud Bayati en 1968, Mohammad Ranjbar en 1972, qui assure alors l'intérim après le licenciement de Parviz Dehdari (en), et Heshmat Mohajerani en 1976. Ce dernier conduit également l'Iran à sa première Coupe du monde en 1978. En 1998, le sélectionneur s'appelle Jalal Talebi ; en 2006, c'est le Croate Branko Ivanković ; en 2014, le Portugais Carlos Queiroz.
Carlos Queiroz est avec 81 matchs (entre 2011 et 2019) l'entraineur à avoir dirigé le plus de matchs de l'Iran. Il devance Branko Ivanković (52 matchs entre 2002-2003 et 2003-2006), Mohammad Mayeli Kohan (en) (38 matchs en 1996-1997), Ali Parvin (34 entre 1989 et 1993) et Afshin Ghotbi (30 entre 2009 et 2011).
| Nom                         | De                | À                 | Mj | V  | N  | D  | % V   |
| --------------------------- | ----------------- | ----------------- | -- | -- | -- | -- | ----- |
| Hossein Sadaghiani †        | 15 janvier 1941   | 5 mars 1951       | 5  | 2  | 0  | 3  | 40    |
| Mostafa Salimi †            | 5 mars 1951       | 2 avril 1952      | 5  | 2  | 2  | 1  | 40    |
| József Mészáros †           | 5 décembre 1957   | 18 décembre 1959  | 6  | 3  | 1  | 2  | 50    |
| Hossein Fekri †             | 1er juin 1961     | 16 mars 1966      | 7  | 2  | 3  | 2  | 28,57 |
| György Szűcs †              | 10 septembre 1966 | 24 novembre 1967  | 7  | 4  | 0  | 3  | 57,14 |
| Hossein Fekri †             | 24 novembre 1967  | 26 novembre 1967  | 2  | 1  | 0  | 1  | 50    |
| Mahmoud Bayati †            | 26 novembre 1967  | 7 mars 1969       | 4  | 4  | 0  | 0  | 100   |
| Zdravko Rajkov †            | 7 mars 1969       | 17 septembre 1970 | 5  | 4  | 0  | 1  | 80    |
| Igor Netto †                | 4 novembre 1970   | 10 septembre 1971 | 3  | 0  | 1  | 2  | 0     |
| Parviz Dehdari †            | 10 septembre 1971 | 7 mai 1972        | 2  | 1  | 0  | 1  | 50    |
| Mohammad Ranjbar †          | 7 mai 1972        | 25 juin 1972      | 9  | 5  | 1  | 3  | 55,56 |
| Mahmoud Bayati †            | 26 juin 1972      | 17 janvier 1974   | 9  | 5  | 2  | 2  | 55,56 |
| Danny McLennan †            | 17 janvier 1974   | 3 septembre 1974  | 2  | 1  | 0  | 1  | 50    |
| Frank O'Farrell †           | 3 septembre 1974  | 10 août 1975      | 9  | 7  | 0  | 2  | 77,78 |
| Heshmat Mohajerani          | 10 août 1975      | 6 septembre 1978  | 28 | 15 | 7  | 6  | 53,57 |
| Hassan Habibi               | 12 mars 1979      | 25 février 1982   | 12 | 9  | 2  | 1  | 75    |
| Jalal Cheraghpour (int.)    | 1er mars 1982     | 25 novembre 1982  | 4  | 2  | 0  | 2  | 50    |
| Mahmoud Yavari              | 7 août 1984       | 1er décembre 1984 | 6  | 6  | 0  | 0  | 100   |
| Nasser Ebrahimi (int.)      | 1er décembre 1984 | 16 février 1985   | 8  | 2  | 4  | 2  | 25    |
| Fereydoun Asgarzadeh        | 11 février 1986   | 21 février 1986   | 2  | 2  | 0  | 0  | 100   |
| Parviz Dehdari †            | 1er mars 1986     | 22 janvier 1989   | 20 | 10 | 6  | 4  | 50    |
| Reza Vatankhah              | 22 janvier 1989   | 17 mars 1989      | 3  | 3  | 0  | 0  | 100   |
| Mehdi Monajati              | 30 mai 1989       | 22 juillet 1989   | 3  | 2  | 0  | 1  | 66,67 |
| Ali Parvin                  | 1er novembre 1989 | 28 octobre 1993   | 34 | 15 | 11 | 8  | 44,12 |
| Stanko Poklepović           | 3 octobre 1994    | 26 avril 1996     | 4  | 1  | 2  | 1  | 25    |
| Mohammad Mayeli Kohan       | 26 avril 1996     | 7 novembre 1997   | 38 | 23 | 9  | 6  | 60,53 |
| Valdeir Vieira              | 16 novembre 1997  | 28 novembre 1997  | 3  | 0  | 2  | 1  | 0     |
| Tomislav Ivić †             | 28 novembre 1997  | 22 avril 1998     | 5  | 1  | 2  | 2  | 20    |
| Jalal Talebi                | 3 juin 1998       | 13 octobre 1998   | 4  | 1  | 0  | 3  | 25    |
| Mansour Pourheidari         | 3 juin 1998       | 13 octobre 1998   | 17 | 9  | 5  | 3  | 52,94 |
| Jalal Talebi                | 22 mars 2000      | 1er janvier 2001  | 4  | 1  | 0  | 3  | 25    |
| Ademar Braga                | 1er janvier 2001  | 19 janvier 2001   | 3  | 3  | 0  | 0  | 100   |
| Miroslav Blažević †         | 24 avril 2001     | 6 février 2002    | 19 | 10 | 4  | 5  | 52,63 |
| Branko Ivanković            | 6 février 2002    | 4 février 2003    | 10 | 4  | 4  | 2  | 40    |
| Homayoun Shahrokhi (int.)   | 4 février 2003    | 26 septembre 2003 | 5  | 1  | 1  | 3  | 20    |
| Branko Ivanković            | 26 septembre 2003 | 21 juin 2006      | 42 | 29 | 6  | 7  | 69,05 |
| Amir Ghalenoei              | 8 août 2006       | 22 décembre 2007  | 17 | 10 | 6  | 1  | 58,82 |
| Parviz Mazloomi             | 16 juin 2007      | 24 juin 2007      | 4  | 3  | 1  | 0  | 75    |
| Mansour Ebrahimzadeh (int.) | 10 janvier 2008   | 20 mars 2008      | 3  | 0  | 3  | 0  | 0     |
| Ali Daei                    | 20 mars 2008      | 28 mars 2009      | 24 | 15 | 6  | 3  | 62,5  |
| Erich Rutemöller (int.)     | 28 mars 2009      | 22 avril 2009     | 1  | 0  | 1  | 0  | 0     |
| Afshin Ghotbi               | 22 avril 2009     | 22 janvier 2011   | 30 | 16 | 6  | 8  | 53,33 |
| Ali Reza Mansourian (int.)  | 22 janvier 2011   | 4 avril 2011      | 1  | 1  | 0  | 0  | 100   |
| Carlos Queiroz              | 4 avril 2011      | 28 janvier 2019   | 81 | 48 | 20 | 10 | 59,26 |
| Marc Wilmots                | 22 mai 2019       | 5 décembre 2019   | 6  | 3  | 1  | 2  | 50    |
| Dragan Skočić               | 6 février 2020    | 7 septembre 2022  | 18 | 15 | 1  | 2  | 83,33 |
| Carlos Queiroz              | 7 septembre 2022  | 30 novembre 2022  | 7  | 3  | 1  | 3  | 42,86 |
| Amir Ghalenoei              | 12 mars 2023      | en fonction       | 33 | 25 | 6  | 2  | 75,75 |

### Joueurs emblématiques

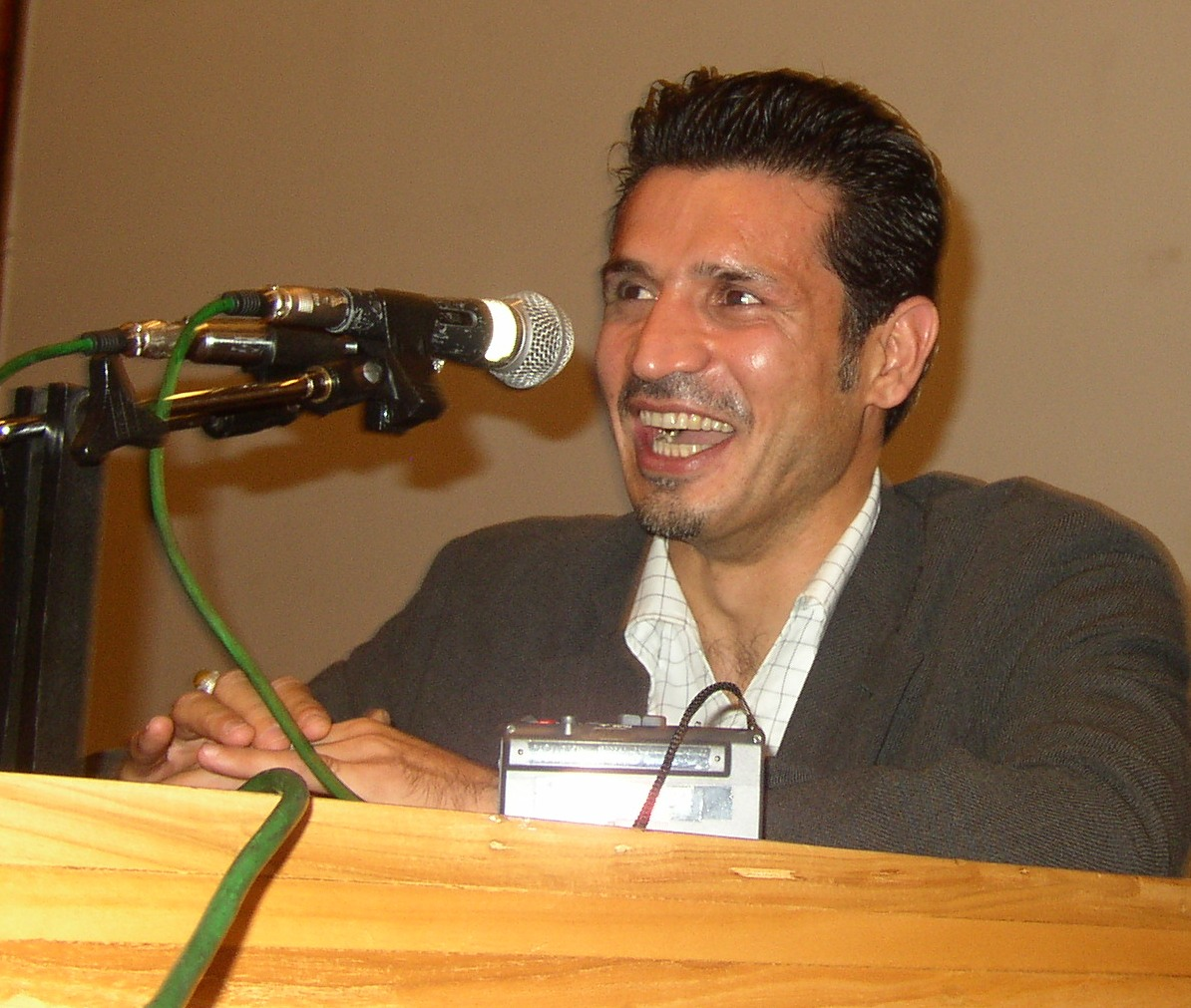
Ali Daei, meilleur buteur et 2e joueur joueur le plus sélectionné.

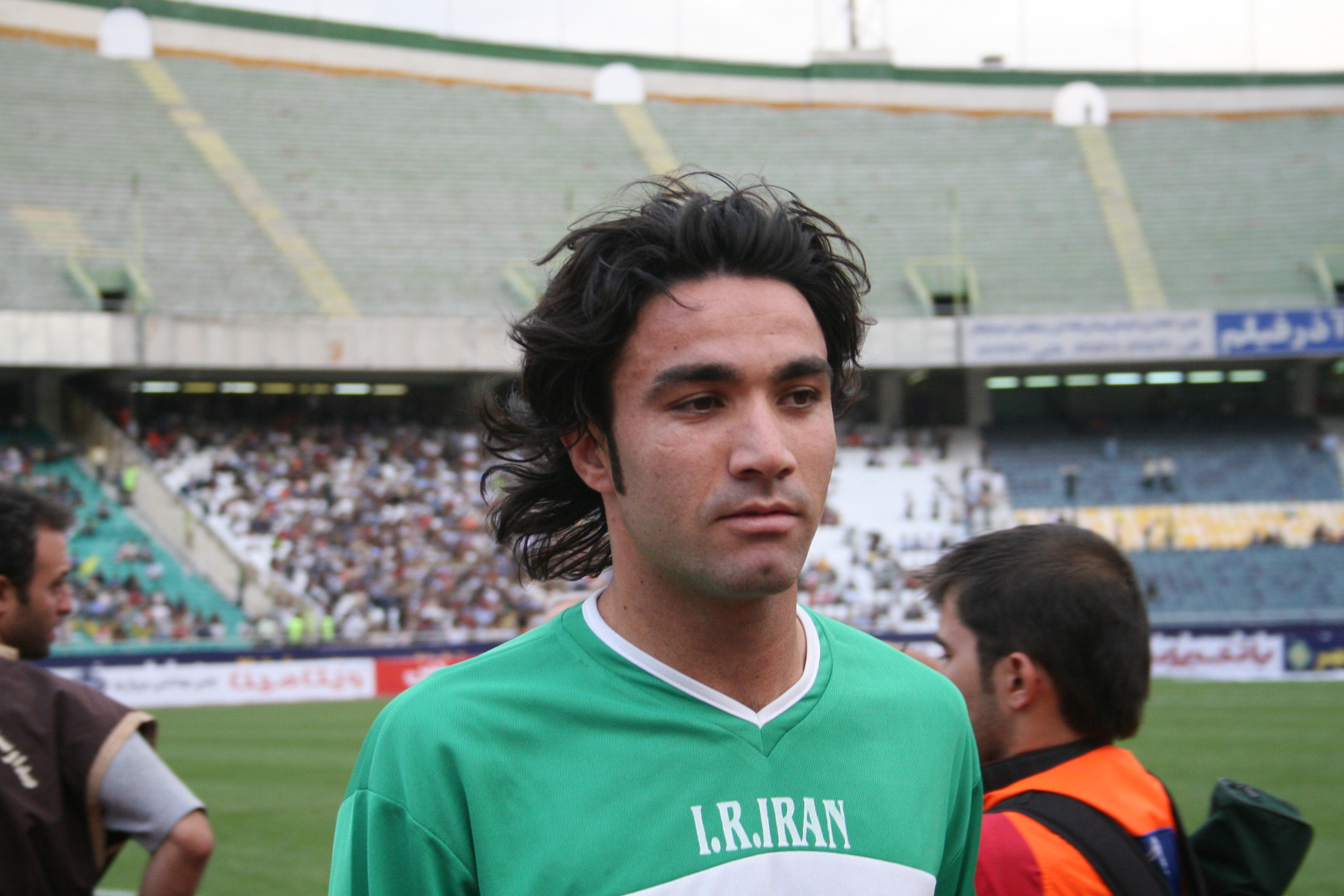
Javad Nekounam, joueur le plus sélectionné.

La FIFA considère sur son site Internet que les trois « stars du passé » de la sélection sont les attaquants Ali Daei, qui est à la fois le meilleur buteur et le 2e joueur le plus sélectionné de l'histoire de la sélection (108 buts en 148 matchs), Khodadad Azizi et le milieu de terrain offensif Karim Bagheri. Tous trois ont réalisé leur carrière professionnelle dans les années 1990 et 2000. Daei est le capitaine de la sélection lors de la Coupe du monde 2006,
Ali Daei fait ses débuts en sélection lors de la Coupe de l'OCE 1993 (en) et s'y impose vite. Il est le meilleur buteur du tour final des qualifications asiatiques pour la Coupe du monde 1994. En 1996, il inscrit 22 buts avec l'Iran, dont un fameux quadruplé contre la Corée du Sud en Coupe d'Asie. Il tient un rôle important dans la qualification de sa sélection à la Coupe du monde 1998, alors qu'il commence une carrière en Allemagne. Il est en 1999 élu Footballeur asiatique de l'année. En novembre 2003, il inscrit lors d'un match qualificatif pour la Coupe d'Asie contre le Liban son 85e but avec la sélection, dépassant ainsi le record du Hongrois Ferenc Puskás. Un an plus tard, il dépasse la barre des cent buts après un quadruplé contre le Laos. Devenu capitaine de la sélection, il poursuit sa carrière internationale jusqu'à la Coupe du monde 2006, qu'il attaque à 37 ans comme titulaire. Le parcours décevant de l'Iran lui vaut cependant d'être la cible de critiques des médias. Il prend sa carrière internationale après la compétition.
Khodadad Azizi et Karim Bagheri sont les deux buteurs et héros du fameux barrage de qualification à la coupe du monde 1998 remporté sur l'Australie. Azizi inscrit 11 buts en 47 sélections avec l'Iran entre 1992 et 2004. Il est élu meilleur joueur de la Coupe d'Asie puis Footballeur asiatique de l'année en 1996. Émigré en Allemagne en 1997, il connaît une fin de carrière plus difficile, ternie par ses sautes de caractère. Bagheri fait lui ses débuts en 1993 lors des qualifications pour la Coupe du monde 1994, et devient vite titulaire au milieu de terrain. Il brille lui aussi pendant la Coupe d'Asie de 1996, dont l'Iran termine à la 3e place. En 1997 il marque sept buts contre les Maldives, égalant le record existant pour un match qualificatif de Coupe du monde. Très bon tireur, il marque régulièrement de loin, par exemple contre la Corée du Sud lors de la Coupe d'Asie 2000. Il annonce sa retraite internationale après la défaite de l'Iran lors des qualifications pour la Coupe du monde 2002 face à l'Irlande, à seulement 28 ans. Appelé peu de temps avant la Coupe du monde 2006, il refuse l'invitation. En 2008, son ancien coéquipier Ali Daei, devenu sélectionneur, le convainc de revenir pour les qualifications à la prochaine Coupe du monde. Il officialise son arrêt définitif après un match amical contre le Brésil en octobre 2010.
Lors des trois premières Coupes du monde disputées par l'Iran, les capitaines ont été le milieu de terrain Ali Parvin en 1978, le gardien de but Ahmad Reza Abedzadeh en 1998, et Ali Daei en 2006. En 2014 le capitaine est le milieu Javad Nekounam.
Outre Azizi en 1996 et Daei en 1999, deux Iraniens ont remporté le titre de Footballeur asiatique de l'année, décerné depuis 1988 : Mehdi Mahdavikia en 2003 et Ali Karimi en 2004. Mahdavikia est célèbre pour avoir marqué contre les États-Unis lors de la Coupe du monde 1998. Tous deux participent à la Coupe du monde 2006. Le 24 juin 2009, à la suite du soulèvement postélectoral de 2009 en Iran, Mahdavikia, Karimi et plusieurs coéquipiers portent un brassard en geste de soutien à Mir Hossein Moussavi, le candidat malheureux de l'élection iranienne, lors du match contre la Corée du Sud. À la suite de ce geste, ils sont sanctionnés et privés de sélection nationale iranienne. Mahdavikia n'y est jamais revenu.
| #  | Sélections | Joueur              | Période   | Buts |
| -- | ---------- | ------------------- | --------- | ---- |
| 1  | 149        | Javad Nekounam      | 2000-2015 | 38   |
| 2  | 148        | Ali Daei            | 1993-2006 | 108  |
| 3  | 142        | Ehsan Hajsafi       | 2008-     | 7    |
| 4  | 127        | Ali Karimi          | 1998-2012 | 38   |
| 5  | 114        | Jalal Hosseini      | 2007-2018 | 8    |
| 6  | 110        | Mehdi Mahdavikia    | 1996-2009 | 13   |
| 7  | 104        | Karim Ansarifard    | 2009-     | 30   |
| 8  | 101        | Andranik Teymourian | 2005-2016 | 9    |
| 9  | 93         | Mehdi Taremi        | 2015-     | 52   |
| 10 | 90         | Alireza Jahanbakhsh | 2013-     | 17   |

| #  | Buts | Joueur              | Période   | Sél. |
| -- | ---- | ------------------- | --------- | ---- |
| 1  | 108  | Ali Daei            | 1993-2006 | 148  |
| 2  | 56   | Sardar Azmoun       | 2014-     | 89   |
| 3  | 52   | Mehdi Taremi        | 2015-     | 93   |
| 4  | 50   | Karim Bagheri       | 1993-2009 | 87   |
| 5  | 38   | Javad Nekounam      | 2000-2015 | 149  |
| 5  | 38   | Ali Karimi          | 1998-2013 | 127  |
| 7  | 30   | Karim Ansarifard    | 2009-     | 104  |
| 8  | 19   | Gholam Mazloumi     | 1969-1977 | 40   |
| 8  | 19   | Farshad Pious       | 1984-1994 | 34   |
| 10 | 17   | Reza Ghoochannejhad | 2012-2018 | 44   |

Mis à jour le 19 novembre 2024. Les joueurs en gras sont encore en activité.
(voir aussi Catégorie:Footballeur international iranien)

## Infrastructures
L'Iran est résident à domicile du stade Azadi, construit à l'ouest de Téhéran pour recevoir les Jeux asiatiques de 1974. De son inauguration en 1971 à la Révolution de 1979, il est appelé « stade Aryamehr ». Sa capacité, initialement d'environ 100 000 places, a été réduite depuis à environ 84 000. Son record d'affluence date du 22 novembre 1997 lors du barrage de qualification à la Coupe du monde 1998 contre l'Australie : 128 000 spectateurs, soit bien plus que la capacité théorique, se tassent dans le stade,. Depuis la Révolution de 1979, l'accès au stade est interdit aux femmes par le régime.
Avant la construction du stade Aryamehr, la sélection utilise le stade Amjadieh (en), construit à Téhéran au début des années 1940. Il accueille notamment les matchs de la Coupe d'Asie des nations de football 1968 remportée par l'Iran.

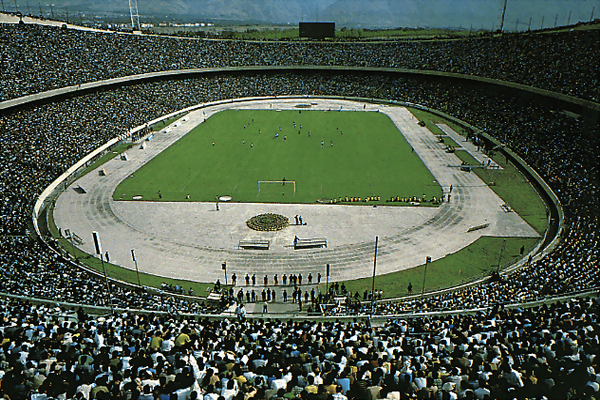
Le stade Azadi, principal stade d'Iran, en 1991.
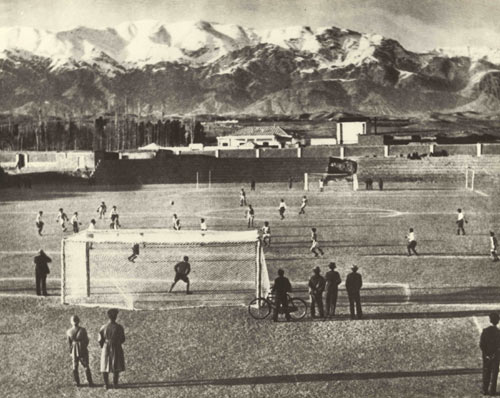
L'emplacement du stade Amjadieh, années 1930.